# Готлиб, Аллан
Аллан Эзра Готлиб (англ. Allan Ezra Gotlieb; 28 февраля 1928, Виннипег — 18 апреля 2020, Торонто) — канадский правовед, государственный деятель и дипломат. Начав карьеру как преподаватель права в Оксфордском университете, входил в состав постоянного представительства Канады в Организации Объединённых Наций, представлял страну на Конференции по разоружению. Возглавлял юридический отдел министерства иностранных дел Канады, занимал посты заместителя министра связи, министра трудовых ресурсов и иммиграции и министра иностранных дел, в 1981—1989 годах был послом Канады в США, а затем возглавлял Совет Канады. Компаньон ордена Канады (1987), лауреат премии правительства Канады за выдающиеся достижения (1983).

## Биография
Родился в Южном Виннипеге в 1928 году в зажиточной семье светских евреев — потомков выходцев из России. Высшее образование начал в Объединённом колледже Виннипега, но после двух лет учёбы перевёлся в Калифорнийский университет в Беркли, где изучал историю под руководством профессора Эрнста Канторовича — беженца из нацистской Германии.
По окончании обучения в Калифорнии Готлиб поступил в школу права Гарвардского университета, что позднее называл своим «светским выбором» в карьерных целях. Высокие достижения в учёбе позволили ему войти в состав редколлегии суденческого рецензируемого журнала Harvard Law Review. Благодаря академическим успехам ему было предложено место в нью-йоркской адвокатской конторе «Салливан и Кромвелл», но он отклонил это предложение, получив стипендию Родса на учёбу в Оксфорде. В середине 1950-х годов Готлиб получил место преподавателя-исследователя в Уодем-колледже Оксфордского университета, а в 1956 году — британскую адвокатскую лицензию (корпорация Иннер-Темпл).
В начале 1957 года вернулся в Канаду, присоединившись к штату министерства иностранных дел как эксперт по правовым вопросам. В дальнейшем Готлиб был включён в состав постоянной делегации Канады при Организации Объединённых Наций в Женеве, а в 1960—1964 годах входил в состав канадской делегации на Конференции по разоружению. В 1967—1968 годах возглавлял юридический отдел министерства и занимал пост помощника заместителя министра иностранных дел.
Готлиб участвовал в процессе интеграции Квебека в канадскую систему, завязав в это время контакты со многими квебекскими политиками, включая Пьера Трюдо, которого в 1967 году премьер-министр Лестер Пирсон назначил Трюдо министром юстиции Канады. Трюдо было поручено ведение конституционных переговоров между федеральной властью и провинциями, и по его просьбе в рабочую группу был включён Готлиб. После того, как в 1968 году Трюдо стал премьер-министром, Готлиб представил ему докладную записку с рекомендациями по изменению внешней политики страны. Он писал, что, хотя Канада зарекомендовала себя как нейтральный посредник в дипломатических конфликтах, ей следует отказаться от этой роли в пользу большего следования собственным национальным интересам.
Кадровые политики и администраторы, однако, оказались не готовы к кардинальным изменениям внешней политики Канады. Собственная карьера Готлиба в министерстве иностранных дел также не получила дальнейшего развития. Многие кадровые дипломаты считали, что он продвигается слишком быстро, поэтому предложения о назначении его на пост заместителя министра или посла в США не были поддержаны. Вместо этого Трюдо назначил его заместителем министра в новом министерстве связи. В 1973 году Готлиб был переведён на аналогичный пост в министерстве трудовых ресурсов и иммиграции, где отвечал за реформы, призванные увеличить количество иммигрантов, принимаемых Канадой.
В 1977 году, после периода относительного пренебрежения внешней политикой со стороны кабинета Трюдо, в министерстве иностранных дел начались кадровые перестановки, призванные восстановить его ключевую роль в государственных делах. Должность заместителя министра иностранных дел была предложена Готлибу. На этот раз его назначение не встретило возражений среди ведущих функционеров министерства, и он провёл на новом посту четыре года. За это время он успел поработать не только с Макиченом, но и с Флорой Макдональд, возглавившей МИД в консервативном кабинете Джо Кларка. Макдональд занимала популистские позиции, и их отношения с Готлибом быстро испортились, но всего через 8 месяцев либералы вернулись к власти.
В первые месяцы работы нового либерального правительства Трюдо Готлибу пришлось вести переговоры с Лондоном об отзыве британского посла в Канаде, что было одной из самых низких точек в истории отношений двух стран. На него же была возложен обязанность представить публике в положительном свете Национальную энергетическую программу либералов, которая ущемляла интересы зарубежных энергетических компаний, ведущих бизнес в Канаде. В планах Трюдо было также выведение Канады на лидирующие позиции в мировой политике, чему был призван способствовать саммит Большой семёрки в 1981 году в канадском городке Монтебелло. Либеральное правительство Канады планировало включить в повесту дня вопросы о растущем экономическом неравенстве северных и южных стран и далекоидущих реформах в международной политике. Однако ко времени проведения саммита президентом США стал Рональд Рейган, вместе с премьер-министром Великобритании Маргарет Тэтчер скептически относившийся к этим инициативам, и в итоге Готлибу пришлось работать над намного более умеренными резолюциями.
Внешняя политика Канады при Трюдо воспринималась администрацией Рейгана как «левацкая», а экономический курс и реформа в сфере энергетики задевали интересы американских инвесторов. Отношения между США и Канадой начали ухудшаться, и в конце 1981 года Готлиб был назначен послом в США с тем, чтобы максимально убедительно отстаивать канадские политические интересы в этой стране.
В Вашингтоне Готлиб и его жена Сондра сумели наладить прочные дружеские связи с политической и культурной элитой. Поддержанию интереса к супругам способствовала сатирическая колонка, которую Сондра вела в газете Washington Post. Сам посол не ограничивался пребыванием в столице США, совершая визиты в другие регионы страны, где представлял канадскую точку зрения широкой публике и в интеллектуальных кругах. Он также способствовал поддержанию хороших личных отношений между Рейганом и Трюдо вне зависимости от их политических разногласий.
Летом 1984 года, после ухода Трюдо в отставку, на выборах в Канаде убедительную победу вновь одержали консерваторы, и Готлиб готовился оставить посольский пост, но новый премьер-министр Брайан Малруни предпочёл сохранить за ним эту должность. В качестве канадского посла Готлиб сыграл важную роль в процессе подготовки и ратификации двустороннего канадско-американского соглашения о свободной торговле, убеждая в его пользе Конгресс США и рядовых американцев. Помимо этого соглашения он также активно участвовал в подготовке двустороннего договора о качестве воздуха, в просторечье известного как «Договор о кислотных дождях».
По завершении работы в Вашингтоне Готлиб в 1989 году преподавал в Гарвардском университете как приглашённый профессор. Вернувшись из США, он с 1989 по 1994 год возглавлял Совет Канады — совет по вопросам искусства при правительстве Канады. Он также был президентом канадского отделения компании «Сотбис» и издателем журнала Saturday Night и входил в состав различных корпоративных и культурных совещательных органов. Возобновив юридическую практику, Готлиб выступал как юрисконсульт в различных компаниях.
Сондра, на которой Аллан Готлиб женился в 1955 году, родила ему троих детей, в том числе дочь Ребекку, умершую в 2003 году. Сам Аллан Готлиб, в последние годы жизни страдавший от болезни Паркинсона и рака, скончался в апреле 2020 года в возрасте 92 лет, оставив после себя жену, ещё одну дочь и сына.

## Избранная библиография
Среди статей и книг, изданных Алланом Готлибом, Канадская энциклопедия выделяет следующие монографии по международному праву и политике:
- Disarmament and International Law («Разоружение и международное право», 1965)
- Canadian Treaty-Making («Заключение договоров Канадой», 1968)
- Impact of Technology on International Law («Влияние технологий на международное право», 1982)

В 1979 году Центр международных исслеований выпустил книгу Готлиба «Канадская дипломатия в 1980-е годы: лидерство и служба обществу» (англ. Canadian Diplomacy in the 1980's: Leadership and Service). Помимо профессиональных публикаций, в 1989 году вышла книга Готлиба «Я буду с вами через минуту, господин посол» (англ. I'll Be With You in a Minute, Mr. Ambassador), а в 2006 году — «Вашингтонские дневники (1981—1989)» (англ. The Washington Diaries 1981-1989).

## Признание заслуг
В 1983 году Аллан Готлиб был произведён в офицеры ордена Канады. В представлении к ордену отмечались его достижения как государственного служащрго на различных постах в трёх министерствах, а также в качестве посла Канады в США. В 1987 году Готлиб был повышен до компаньона ордена Канады — высшая степень этой награды. Новое представление акцентировало его заслуги на посту посла.
В 1983 году Готлиб стал лауреатом премии правительства Канады за выдающиеся достижения. Другие полученные им государственные награды включают медали Золотого и Бриллиантового юбилея королевы Елизаветы II. В 2014 году произведён в кавалеры ордена Манитобы.
Готлиб, получивший степень доктора права в Гарвардском университете, является также почётным доктором ряда других вузов, в том числе Торонтского, Уинсорского и Виннипегского университетов, Университетов штата Нью-Йорк, Центральной Флориды и Нью-Брансуика.